# Continuous wave
För den amerikanska TV-kanalen, se The CW.
Continuous wave (CW) är informationsöverföring som bygger på att en icke-modulerad radiosignal slås av och på, inte på frekvens-, amplitud eller annan modulering.
Att slå av och på signalen är i praktiken en mycket grov form av amplitudmodulering, men brukar normalt inte betraktas så.
CW används vid radiotelegrafi, då en bärvåg slås av och på med en telegraferingsnyckel.